# Jaanus Teppan
Jaanus Teppan (* 24. Juni 1962 in Tartu) ist ein ehemaliger estnischer Skilangläufer.
Teppan belegte bei den Olympischen Winterspielen 1992 in Albertville den 39. Platz über 50 km Freistil, den 31. Rang über 30 km klassisch und zusammen mit Andrus Veerpalu, Elmo Kassin und Urmas Välbe den zehnten Platz in der Staffel. Bei den Olympischen Winterspielen 1994 in Lillehammer holte er mit dem 22. Platz über 50 km klassisch seine einzigen Weltcuppunkte. Zudem errang er dort zusammen mit Jaak Mae, Elmo Kassin und Taivo Kuus den 11. Platz in der Staffel. Im Jahr 1983 gewann er den Tartu Maraton. Von 2006 bis 2009 war er Cheftrainer der türkischen Skilanglaufmannschaft und von 2016 bis 2018 der estnischen Skilanglaufmannschaft.